# Гидродинастесы
Гидродинастесы (лат. Hydrodynastes) — род змей из семейства ужеобразных, обитающий в Южной Америке.

## Описание
Общая длина представителей этого рода колеблется от 2 до 3 м. Голова умеренной длины. Туловище стройное. Есть шейный капюшон, гидродинастесы способны расширять его подобно кобрам. Цвет кожи может быть жёлтый, коричневый, сероватый и бурый с тёмными пятнами. Ядовитые зубы расположены в глубине верхней челюсти.

## Образ жизни
Населяют тропические леса, места возле водоёмов. Активны днём. Ведут полуводный образ жизни, хорошо плавают и ныряют (до 2—3 минут). Питаются грызунами, земноводными, рыбой, мелкими птицами. Яд этих змей довольно мощный и опасен для человека, но не смертелен.

## Размножение
Это яйцекладущие змеи.

## Распространение
Обитают в Южной Америке.

## Классификация
На июль 2018 года в род включают 3 вида:
- Hydrodynastes bicinctus (Herrmann, 1804) — Двухпоясный гидродинастес
- Hydrodynastes gigas (Duméril, Bibron & Duméril, 1854) — Бразильский гигантский уж
- Hydrodynastes melanogigas Franco, Fernandes & Bentim, 2007